# Турек
Ту̀рек (на полски: Turek) е град в Централна Полша, Великополско войводство. Административен център е на Турешки окръг, както и на селската Турешка община, без да е част от нея. Самият град е обособен в самостоятелна община с площ 16,17 км2.

## География
Градът се намира в историческата област Калишко (част от Шерадзката земя). Разположен е на 51 км югоизточно от Конин във физикогеографския маркорегион Южновеликополска равнина.

## История
Първото споменаване на селището в писмен документ датира от 1136 година. През 1341 година получава градски права. В периода (1975 – 1998) градът е част от Конинското войводство.

## Население
Населението на града възлиза на 27 311 души (2017). Гъстотата е 1689 души/км2.

## Енергетика
Източно от града се намира електроцентралата Адамов.

## Личности
Родени в града:
- Хенрик Глиценщайн – полско-американски скулптор, художник
- Камиля Фронтчак – полска волейболистка, националка

## Градове партньори
- Община Визмор, Германия
- Дунайвци, Украйна
- Тюрклер, Турция
- Ровинари, Румъния
- Унейов, Полша

## Фотогалерия
- Паметник на Йозеф Пилсудски (Юзеф Гославски, 1936)